# Provincia de Sagami
La provincia de Sagami (相模国 Sagami no kuni) fue una provincia japonesa que en la actualidad correspondería con la parte central y oeste de la prefectura de Kanagawa. Sagami bordeaba las provincias de Izu, Musashi y Suruga; además tenía acceso al océano Pacífico mediante la bahía de Sagami. Sin embargo, las ciudades de Yokohama y Kawasaki; actualmente parte de la prefectura de Kanagawa, no se encontraban en Sagami, sino en la provincia de Musashi. Su nombre abreviado fue Sōshū (相州).

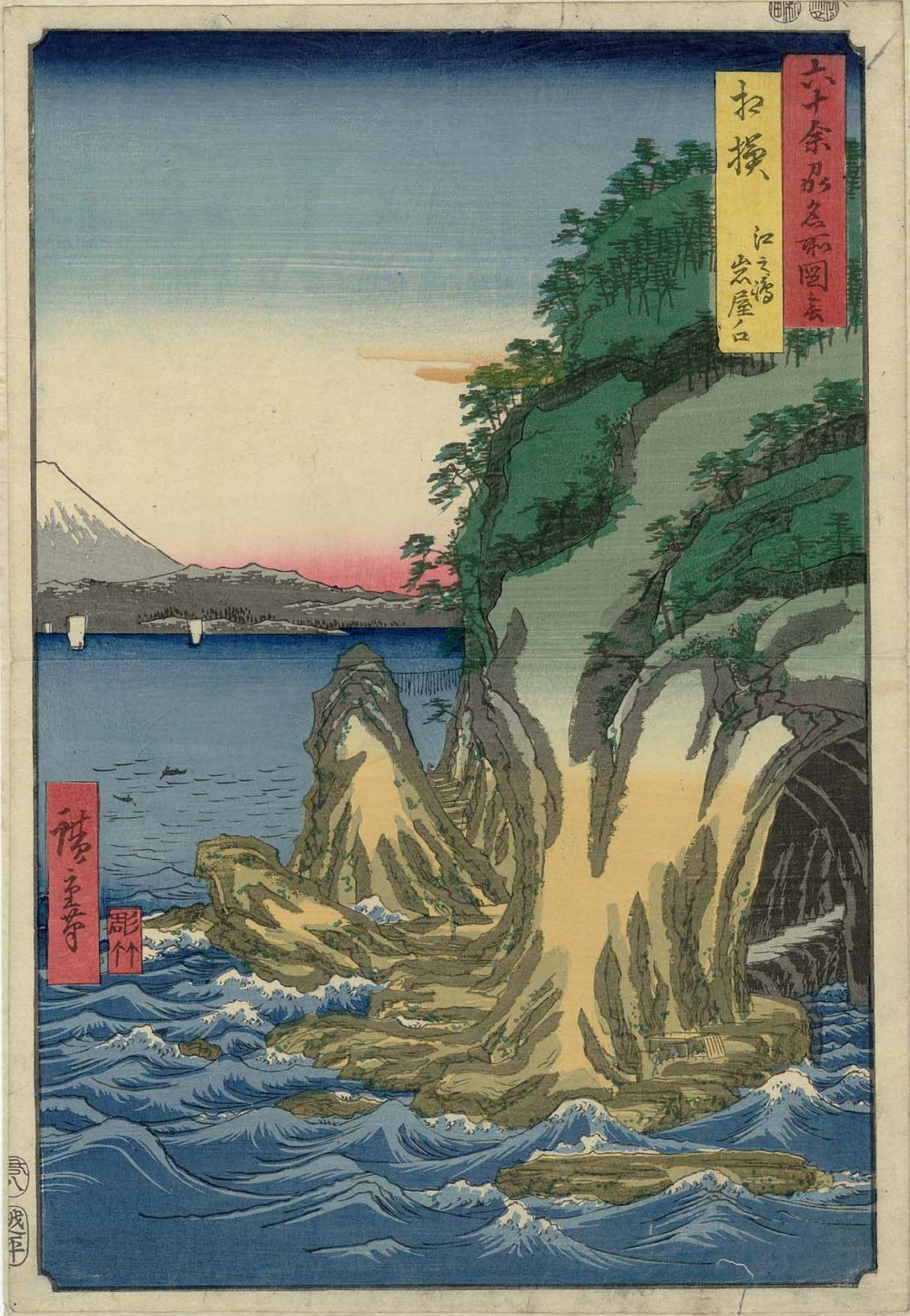
Impresión de Ukiyo-e de Hiroshige "Sagami" en Las Escenas Famosas de los Sesenta Estados (六十余州名所図会), que representa a Enoshima y el Monte Fuji

## Historia
Sagami fue una de las provincias originales de Japón establecidas en el período Nara bajo el Código Taihō. El área ha sido habitada desde tiempos prehistóricos. Aunque los remanentes del Paleolítico japonés y los períodos Yayoi son escasos, los restos del período Jōmon son relativamente abundantes. Los restos del período Kofun son generalmente del siglo I al IV. Si Sagami fue o no originalmente parte de Musashi antes del período de Nara sigue siendo un tema de controversia.
La capital original de la provincia puede haber estado ubicada en lo que ahora es Hiratsuka, aunque otros contendientes incluyen a Ōiso y Ebina. De todas las antiguas provincias de Japón, Sagami es la única en la que las ruinas de la capital del período Nara aún no se han encontrado. El Kokubunji se encuentra en lo que ahora es Ebina. Bajo el sistema de clasificación Engishiki, Sagami fue clasificado como un "país principal" (上 国?) en términos de importancia y un "país lejano" (遠い国?), en términos de distancia de la capital. También se incluyó como una de las provincias de Tōkaidō y fue gobernada por un Kuni no miyatsuko.
Samukawa jinja fue designado como el principal santuario sintoísta (ichinomiya) para la provincia.
Los registros de Sagami durante el período Heian son escasos, pero durante este período se desarrollaron grandes shōen controlados por varios clanes de clase guerrera. El clan Miura era uno de los clanes más poderosos. Durante el período Kamakura, Sagami fue el centro del shogunato Kamakura, con sede en Kamakura, fundada por Minamoto no Yoritomo y posteriormente controlada por sus antiguos mayordomos, el clan Hōjō.
La provincia quedó bajo el control del clan Uesugi durante gran parte del período Sengoku, y era un territorio muy disputado, antes de la consolidación bajo el gobierno del clan Go-Hōjō con sede en Odawara. Después de la derrota del clan Go-Hōjō a manos de Toyotomi Hideyoshi en 1590, Sagami era parte del territorio en la región de Kantō que estaba bajo el dominio de Tokugawa Ieyasu. Con el establecimiento del shogunato Tokugawa, la parte occidental de la provincia formó el dominio Odawara, y el resto de la provincia era territorio tenryō bajo el control administrativo directo del shogunato Tokugawa, gobernado por varios administradores hatamoto. Varios dominios feudales de fuera de la provincia de Sagami también tenían pequeñas propiedades dispersas dentro de la provincia.
Durante el período Edo, Sagami prosperó debido a su ubicación en la carretera Tōkaidō que conecta Edo con Kioto, y se desarrollaron numerosas ciudades de correos. Uraga, a la entrada a la bahía de Edo, era un importante punto de control de seguridad marítima para los barcos que entraban o salían de la capital del shogunato. Sin embargo, el terremoto de Genroku de 1703 causó graves daños a Odawara, destruyendo gran parte de Odawara-juku. Esto fue seguido por otros desastres naturales, incluido el terremoto de Hōei del 4 de octubre de 1707 y la erupción del monte Fuji de la era Hōei en diciembre del mismo año.
Durante el período Bakumatsu, Kurihama, en el sur de la península de Miura, fue la ubicación del primer desembarco del comodoro estadounidense Matthew C. Perry y su flota de barcos negros en 1853, lo que finalmente condujo al Tratado de Kanagawa, que abrió Sagami a las visitas extranjeras y condujo al rápido desarrollo de Yokohama como puerto de tratados.
Después de la Restauración Meiji, la provincia de Sagami se reorganizó en 1871 en las prefecturas de Odarawa, Ongino-Yamanaka, Karasuyama, Mito, Sakura, Oyumi, Mutsuura y Nishi-Ohira. Todo por la antigua provincia de Sagami se convirtió en parte de la nueva Prefectura de Kanagawa en 1876.

## Distritos históricos
- Prefectura de Kanagawa
  - Distrito de Aikō (愛甲郡?)
  - Distrito de Ashigarakami (Ashigara superior) (足柄上郡?)
  - Distrito de Ashigarashimo (Ashigara inferior) (足柄下郡?)
  - Distrito de Kamakura (鎌倉郡?) - disuelto
  - Distrito de Kōza (高座郡?)
  - Distrito de Miura (三浦郡?)
  - Distrito de Ōsumi (大住郡?) - se fusionó con el distrito de Yurugi para convertirse en el Distrito de Naka (中郡?) el 26 de marzo de 1896
  - Distrito de Tsukui (津久井郡?) - disuelto
  - Distrito de Yurugi (淘綾郡?) se fusionó con el distrito de Ōsumi para convertirse en el distrito de Naka el 26 de marzo de 1896

## Dominios del período Bakumatsu
| Nombre          | Tipo  | daimyō | kokudaka     |
| --------------- | ----- | ------ | ------------ |
| Dominio Odawara | fudai | Ōkubo  | 113 000 koku |

## Carreteras
- Tōkaidō - conectando Edo con Kioto